# Трейтер, Василий Васильевич (врач)
Василий Васильевич Трейтер (нем. Johann Gottlob Wilhelm Treuter; 1781—1855) — русский врач.

## Биография
Родился 29 августа 1781 года в Веймаре, в то время бывшем столицей княжества Саксен-Веймар. Отец — каммер-аудитор при веймарском дворе Иоганн Вильгельм Сигизмунд Трейтер (16.07.1744, Веймар — 18.03.1803, Веймар), мать — Генриетта Иоганна Евгения Трейтер (Мойрер, Meurer) (1747 — 18.05.1815, Веймар). Родители В. В. Трейтера имели дом в Веймаре на Фрауенплан и были соседями с И. В. Гёте, у них был общий сад. Дед - Иоганн Готтлоб Трейтер, 1710 - 1808.
Окончив курс в Веймарской гимназии, 22 сентября 1801 года Вильгельм Трейтер принёс студенческую присягу и поступил на медицинский факультет Йенского университета, куратором которого был Гёте.
В 1805 году Иоганн Готлоб Вильгельм в поисках лучшей доли покинул Германию. Сначала в Дерпте (Эстляндия) он перевёл свой диплом врача на русский язык и получил право на врачебную практику в России. Принял имя «Василий Васильевич». С 1806 года Василий Васильевич Трейтер навсегда поселился в Москве. Вскоре он стал главным доктором при императорском Воспитательном Доме. По приглашению доктора Юстуса Лодера, профессора Московского Университета, тайного советника и почётного лейб-врача Его Императорского Величества, для повышения уровня преподавания В. В. Трейтер работал в школе при церкви Св. Михаила с коллегами — проф. И. А. Розенштраухом, Ф. Ф. Рейсом, Г. Флорие и Б. Ауэрбахом. Он состоял консультантом Мариинской больницы, где служил отец Ф. М. Достоевского, и лечил самого писателя, когда тот был молод.
Василий Васильевич был связующим звеном между немецким научным миром и русским. В его доме на Басманной останавливались приезжавшие из Германии учёные. Известно, что А. Гумбольдт, немецкий филолог, философ, языковед, государственный деятель, дипломат, довольно продолжительное время жил у В. В. Трейтера в Москве.
Василий Васильевич Трейтер писал стихи. Его стихотворные опыты сами по себе не свидетельствуют о большом даровании и носят подражательный характер. Но они интересны в той степени, в какой в них отражается внутренний мир его современника и земляка Гёте.
В. В. Трейтер являлся частным кредитором купца А. А. Кнауфа, владельца Златоустовских, Юговских, Иргинских и Саранинских уральских заводов. 13 января 1853 года, после смерти купца А. А. Кнауфа, была утвержена акционерная Горная компания. В состав 30 акционеров вошёл и действительный статский советник Василий Васильевич Трейтер.
В 1815 году он вступил в права Веймарского наследства. Дом и доставшийся ему участок сада он продал Гёте в 1817 году (сейчас на плане дома Гёте эта часть называется «Трейтеров дом», Treuterisches Haus). В каменной беседке Трейтеров Гёте разместил коллекцию минералов.
Был женат четыре раза. Последней женой была Елена Карловна фон Цеймерн. Оставил после себя девять детей.
Когда Василий Васильевич собрался жениться на баронессе Елене Карловне фон Цеймерн, потребовалось разрешение Синода и самого императора Николая I. Брат Елены Карловны специально ездил в Веймар для того, чтобы установить происхождение «незнатного» Василия Васильевича. Предание гласит, что он привёз сведения, которые утверждали Иоганна Вольфганга Гёте отцом врача Василия Трейтера. 14 октября 1827 года, в порядке исключения, Император дал разрешение на брак. Василий Васильевич вёл оживлённую переписку с Гёте. Благодаря влиянию отца он стал масоном. За участие в борьбе с холерной эпидемией Василию Васильевичу было пожаловано дворянство.
От брака Василия Васильевича Трейтера и баронессы Елены Карловны фон Цеймерн родились дети: Елизавета, Алексей, Василий, Михаил, Владимир, Максим.
Умер 15 (27) сентября 1855 года. Похоронен на Иноверческом кладбище во Введенских горах; могила утрачена.

## Известные потомки
Трейтер, Александр Васильевич, родился в Москве приблизительно в 1820 году. Инженер путей сообщения на 1895 год.
Трейтер, Алексей Васильевич (19.11.1831, Москва, 14.10.1906, Вятка) Работал в Н.Новгороде в военной гимназии Графа Аракчеева. С 1885 года мировой судья Подольской губернии. На 1887—1902 гг. год член Вятского окружного суда.
Трейтер, Василий Васильевич (22.03.1830, Москва, 10.06.1912, Алагир) — генерал от инфантерии
Трейтер, Михаил Васильевич, в 1880-1884гг служил в чине полковника начальником местной полиции в г. Тим Курской губернии
Трейтер, Владимир Васильевич (12.07.1840 — 10.05.1907 Двинск, сейчас Даугавпилс) — генерал-лейтенант
Трейтер, Максим Васильевич (03.07.1842, Москва — ?) В 1890—1895 гг полковник, командир Туркестанского 11-го линейного батальона. В 1897—1899 гг. командир 153-го Бакинского В. К. Сергея Михайловича полка.